# Нгаванг Еше Цултрим Гьяцо
Нгаванг Еше Цултрим Гьяцо 1816-1863, был третьим Ретингом Ринпоче и регентом Тибета с 1845 по 1862 при жизни Далай-Ламы 11 и Далай-Ламы 12. 

## Признание
В юношестве попросил признания перевоплощением Ретинга Ринпоче, на что Далай-Лама согласился, и Нгаванг Еше был интронизирован на золотом троне Монастыря Ретинг

## Учёба
Ретинг Ринпоче присоединился к школе Чудра, где изучал религиоведение и религиозные дебаты. Он выделялся мастерством в пяти текстовых группах слов, которым учил Будда

## Регент Тибета
В возрасте 29 лет, в 1845 году он стал регентом Тибета . В то время одиннадцатому Далай-ламе было около одиннадцати лет. Он был регентом в течение одиннадцати лет, пока Далай-лама не принял правительство от него. Он умер внезапно в том же году при подозрительных обстоятельствах.
Ретинг Ринпоче снова стал регентом Тибета . Позже он дал обет монаха двенадцатому Далай-ламе.
Он не смог остановить вторжение непальских гуркхов и был вынужден разрешить постоянного представителя Непала в Лхасе .
В 1862 году он уехал в Пекин и тайно забрал с собой регентскую печать из-за конфликта в расходах на монашеские обряды Ригдра (рикс-крва) в Дрепунге ;  Ригдра был комитетом, состоящим из монахов, которые управляли тибетской монашеской организацией. Однако китайский император сказал ему оставаться нейтральным в этом конфликте. На обратном пути в Тибет в 1863 году он умер.